# 2007年世界房車錦標賽澳門站
2007年世界房車錦標賽澳門站是2007年度世界房車錦標賽的第十一站賽事，正式比賽在2007年11月18日於澳門東望洋賽道上舉行。這是歷來第三次在澳門舉行賽事。第一回合由雪佛蘭車隊的文尼勝出，第二回合由寶馬車隊的派奧勝出。